# Volodymyr Lytvyn
Volodymyr Mychajlovyč Lytvyn (in ucraino Володимир Михайлович Литвин?; Sloboda-Romanivska, 9 aprile 1956) è un politico ucraino, ex Presidente della Verchovna Rada, il Parlamento dell'Ucraina.
Lytvyn aveva già detenuto la carica dal 2002 al 2006 con l'alleanza con il Partito delle Regioni di Janukovyč, e fu rieletto nel dicembre 2008 dopo che il suo partito acconsentì ad unirsi alla ex coalizione di Julija Tymošenko. Dal 1994 al 1999 Lytvyn fu aiutante di Leonid Kučma e, in seguito, il capo del suo staff. Volodymyr Lytvyn fu implicato nel caso di omicidio di Georgij Gongadze e del conseguente Scandalo delle cassette.

## Biografia
Lytvyn è nato nel villaggio di Sloboda-Romanivska nel Novohrad-Volynskyi Raion dell'Oblast di Zhytomyr, figlio di Mykhailo Klymovych e Olha Andriivna. Due i fratelli: Mykola Lytvyn (1961), diventerà generale dell'esercito e comandante delle truppe di frontiera;
Petro Lytvyn sarà il comandante del comando operativo meridionale delle forze di terra ucraine. Si è laureato all'Università di Kiev (Facoltà di Storia) nel 1978. La tesi: "Gli sforzi del Partito Comunista dell'Ucraina per migliorare la preparazione degli insegnanti nelle discipline sociali".
Lytvyn ha iniziato la carriera presso l'Università statale di Kiev (1978-1986), poi ha lavorato come capo della direzione presso il Ministero della formazione professionale superiore e secondaria della RSS Ucraina (1986-1989). Tra il 1989 e il 1991 ha lavorato come analista politico presso il Comitato Centrale del Partito Comunista dell'Ucraina, la sezione ucraina del PCUS.
Membro corrispondente dell'Accademia nazionale delle scienze dell'Ucraina, nel 2002 è stato pubblicamente accusato di aver plagiato uno studioso occidentale quando ha scritto un suo articolo sul quotidiano Dzerkalo Tyzhnia.

## Carriera politica
Nel 1994 Lytvyn divenne l'assistente del neoeletto presidente Leonid Kuchma. Nel 1999 è stato nominato capo dell'amministrazione presidenziale.

### Omicidio Gongadze
Durante lo scandalo delle cassette sono state rilasciate audiocassette su cui Kuchma, Lytvyn e altri funzionari dell'amministrazione di alto livello sarebbero stati ascoltati mentre discutevano della necessità di mettere a tacere Georgiy Gongadze per le sue notizie online sulla corruzione ad alto livello. Il corpo decapitato di Gongadze è stato trovato nella periferia di Kiev nel novembre 2000. Nel 2000, Mykola Melnychenko ha pubblicato una registrazione segreta presumibilmente di una conversazione tra Kuchma e Lytvyn in cui i due discutevano di sbarazzarsi di Gongadze. Lytvyn avrebbe affermato che Kuchma avrebbe dovuto "lasciare libero il [ministro degli interni] Kravčenko e di utilizzare metodi alternativi" su Gongadze. Lytvyn ha negato l'accusa, dicendo che il nastro era un'invenzione. Esperti indipendenti che hanno analizzato i nastri sono divisi sulla loro autenticità. Gongadze è stato trovato decapitato in una fossa poco profonda nel 2000. Nel 2005, Kravchenko è stato trovato morto con due proiettili in testa. Le indagini ufficiali hanno concluso che si era suicidato e che aveva ordinato l'omicidio di Gongadze. Lytvyn ha dichiarato: "L'indagine ha confermato la mia innocenza in questo caso, nonostante il fatto che gli sforzi sono stati per fare di me praticamente la persona principale accusata [di aver ucciso il giornalista]".

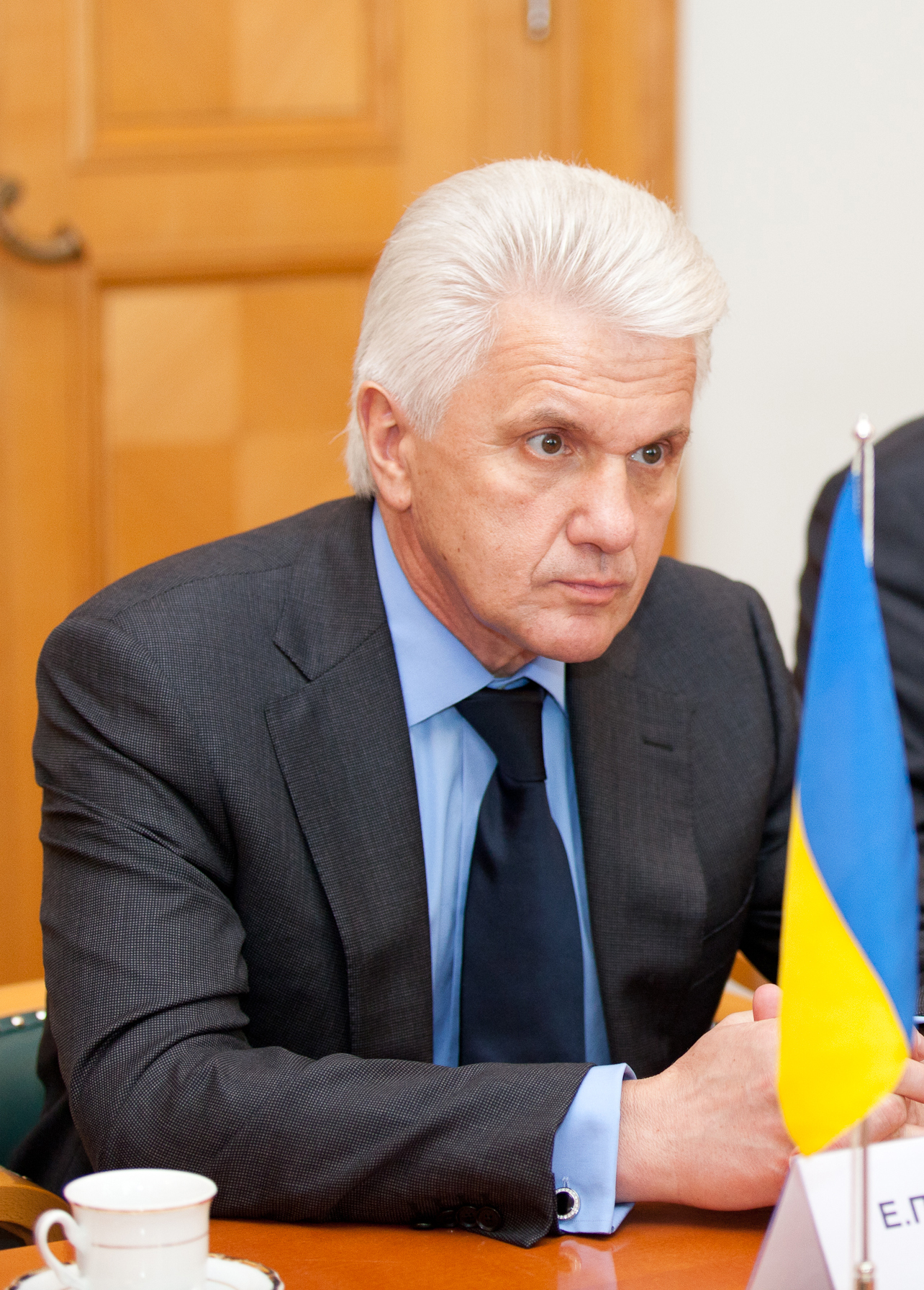
Volodymyr Lytvyn

Durante il processo del 2011-2013 di Oleksiy Pukach, Pukach ha affermato che (l'ex) presidente ucraino Leonid Kuchma e Lytvyn (al momento dell'omicidio capo della amministrazione presidenziale di Kuchma) avevano ordinato l'omicidio di Gongadze.

### Carriera parlamentare
Nel 2002, Lytvyn è stato eletto alla Verkhovna Rada come capo del blocco del partito per l'Ucraina unita ("Za edynu Ukrainu"). È diventato il presidente della Verkhovna Rada della legislatura come figura di compromesso tra le fazioni parlamentari. Lytvyn ha rifiutato di prendere parte alle elezioni presidenziali del 2004 nonostante la sua significativa influenza politica.

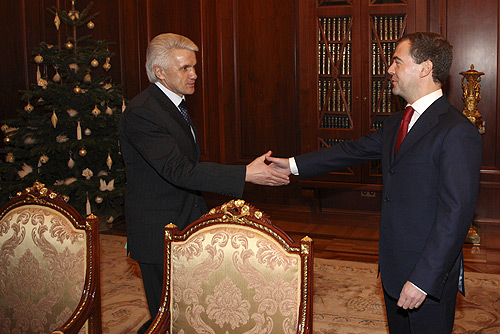
Incontro di Lytvyn con il presidente russo Dmitry Medvedev nel dicembre 2008

Lytvyn è noto per le sue espressioni politiche ironiche. Una delle sue frasi più note è: "Non protesto contro la formazione di una maggioranza artificiale nel nostro parlamento. Ma voglio che questa maggioranza includa tutti i membri del parlamento".
Alle elezioni parlamentari del 26 marzo 2006, il suo Lytvyn's People's Bloc ha ottenuto il 2,44% dei voti popolari e nessun seggio poiché non ha raggiunto la soglia del 3%. Gli alleati di Lytvyn (insieme ad altri partiti) hanno dichiarato falsi i risultati delle elezioni, intentando una causa in tribunale e avviando una campagna pubblica. Eletto vicepresidente NAN.
Nelle elezioni parlamentari anticipate tenutesi il 30 settembre 2007, il Blocco Lytvyn (ribattezzato da Blocco popolare di Lytvyn) era composto dal Partito popolare e dal Partito laburista. Il blocco si è piazzato quinto con 20 seggi su 450.

### Elezioni del 2010 e del 2012
Il 6 dicembre 2009, Mykola Melnychenko, ex guardia del corpo di Kuchma, ha accusato Lytvyn di aver ordinato l'omicidio del giornalista Georgiy Gongadze nel 2000. Un portavoce di Lytvyn ha respinto le affermazioni come parte della campagna elettorale presidenziale ucraina del 2010.  Durante le elezioni Lytvyn ha ricevuto il 2,35% dei voti. 
Lytvyn ha preso parte alle elezioni parlamentari ucraine del 2012 come candidato del Partito popolare nei distretti uninominali numero 65 situato a Narodychi Raion.  Ha vinto un seggio parlamentare, Lytvyn non si unì a nessuna fazione parlamentare dopo essersi insediato. 
Nelle elezioni parlamentari del 2014 Lytvyn è stato rieletto in parlamento come candidato indipendente nel distretto elettorale di  Zviahel con il 41,48% dei voti. In parlamento, è entrato a far parte del gruppo parlamentare Volontà popolare fino a quando non gli è stato chiesto di lasciarlo il 19 ottobre 2017. 

### Elezioni parlamentari 2019
Nelle elezioni parlamentari ucraine del 2019 Lytvyn ha perso il suo seggio parlamentare. Ha ottenuto il 25,65% dei voti, mentre il vincitore Dmytro Kostiuk del partito Servo del popolo ha ottenuto il 35,73%. 
Nel marzo 2021 Lytvyn ha perso alle elezioni per l'incarico di rettore dell'Università Nazionale Taras Shevchenko di Kiev, raggiungendo il quarto posto con un risultato di circa il 4% dei voti. Il giorno successivo ha rassegnato le dimissioni da presidente del consiglio di sorveglianza di questa università. 

## Vita privata
È sposato con Tetyana Kostyantynivna (nata nel 1960), economista. Due i figli: Olena (nata nel 1982), imprenditrice del settore della bellezza, e Ivan (nato nel 1989).